# Poicephalus senegalus
Poicephalus senegalus là một loài chim trong họ Psittacidae.